# Fatale
Fatale é uma revista em quadrinhos americana, publicada pela editora Image Comics entre 2012 e 2014. A série foi criada pelo escritor Ed Brubaker e pelo artista Sean Phillips. 24 edições foram publicadas entre janeiro de 2012 e julho de 2014, quando a história foi concluída.
A série narrou a história de Josephine, uma mulher imortal, sua vida e seus relacionamentos através das décadas do século XX e foi indicada ao Eisner Award em 2013, nas categorias de "Melhor Série Continuada" e de "Melhor Série Estreante", e seus autores igualmente reconhecidos por seu trabalho na série: Brubaker foi indicado à categoria "Melhor Escritor" e Philips às categorias "Melhor Desenhista" e "Melhor Capista".
Em 2015 a editora G. Floy Studio iniciou o lançamento de uma nova edição, definindo a colecção como "uma combinação explosiva e brilhante de policial noir e pulp com terror sobrenatural, que mistura mulheres fatais, cultos secretos, detectives empedernidos e monstros lovecraftianos!"